# Frederick Heidenreich
Frederick H. „Fred” Heidenreich, także Frederic Heidenreich – amerykański strzelec, medalista mistrzostw świata.
W krajowych zawodach startował już w 1906 roku. W 1907 roku służył jako porucznik w 6 Batalionie Piechoty Dystryktu Kolumbia, pełniąc funkcję inspektora praktyki strzeleckiej. Przed 1913 rokiem był kapitanem.
Heidenreich raz zdobył medal mistrzostw świata. Na zawodach rozegranych w 1913 roku uplasował się na najniższym stopniu podium w karabinie dowolnym w trzech postawach z 300 m drużynowo (skład zespołu: Ernest Eddy, Frederick Heidenreich, John Kneubel, Cedric Long, Edward Sweeting), osiągając przy tym najsłabszy rezultat w drużynie amerykańskiej.

## Medale mistrzostw świata
Opracowano na podstawie materiałów źródłowych:
| Mistrzostwa     | Konkurencja                                     | Wynik                                         | Miejsce |
| --------------- | ----------------------------------------------- | --------------------------------------------- | ------- |
| Camp Perry 1913 | Karabin dowolny, trzy postawy, 300 m, drużynowo | 4578 pkt. (druż.) 876 pkt. ind. (302–278–296) |         |